# Banda Neira
Banda Neira (també coneguda com a Pulau Neira) és una illa de les illes Banda, Indonèsia. És administrada com a part del districte administratiu (kecamatan) dins de la Regència Central de Maluku de la província de Maluku. Al sud hi ha la principal població de l'illa, que duu el mateix nom, i és la població més gran de l'arxipèlag amb uns 7.000 habitants.

## Geografia
L'illa té una longitud d'uns 3,3 quilòmetres i una amplada d'1,3 quilòmetres, amb el mont Papenberg com punt més elevat, amb 250 msnm. Es troba aproximadament a 160 quilòmetres al sud de l'illa de Seram. L'illa es troba al centre del grup de les illes Banda, amb Banda Api a tan sols 100 metres a l'oest i Lontor a 1,5 km al sud. Banda Api, Lontor i Banda Neira formen l'extrem d'una caldera volcànica submergida amb un diàmetre d'uns set quilòmetres.

## Història
La nou moscada es conrea a l'illa i el comerç va aportar una gran riquesa als habitants en l'època premoderna. Fins a principis del segle xvii, les illes Banda estaven governades per magnats locals anomenats Orang Kaya. Els portuguesos van navegar per primera vegada a les illes Banda el 1512, un any després que Afonso de Albuquerque hagués conquerit Malaca, que en aquell moment era el centre del comerç asiàtic. No va ser fins al 1529 quan els portuguesos van tornar a les illes, quan el capità García va intentar construir un fort a Banda Neira. Els habitants de l'illa s'hi van oposar i Garcia i la seva tripulació hagueren d'abandonar els seus plans.
Els portuguesos van ser substituïts pels holandesos, els quals, inicialment, van establir relacions amistoses i un establiment comercial el 1599, però el 1609 els Orang Kaya de Banda Neira es van rebel·lar contra els intents holandesos de dominar el comerç de les espècies, matant 30 holandesos. El 1611 fou construït Fort Belgica per intimidar els Orang Kaya i els anglesos, que havien construït una fortalesa a l'illa de Run.
Això va donar lloc a la conquesta holandesa de les illes Banda, que finalitzà el 1621, en la qual Jan Pieterszoon Coen, va envair les illes i posteriorment va començar una campanya d'extermini dels habitants locals.
Per mantenir l'arxipèlag productiu, la Companyia Neerlandesa de les Índies Orientals va repoblar les illes, inclosa Api, majoritàriament amb esclaus procedents de la resta d'illes de l'actual Indonèsia, l'Índia i la costa de la Xina, que treballaven sota el comandament de plantadors holandesos (perkeniers). Els nadius originals també van ser esclavitzats i van rebre l'ordre d'ensenyar als nouvinguts sobre l'agricultura de la nou moscada. El tractament dels esclaus va ser sever: la població nativa va decaure a un centenar el 1681, i s'importaven 200 esclaus anualment per mantenir una població d'esclaus estable en 4.000.
Durant el període de colonització holandesa els activistes independentistes Tjipto Mangoenkoesoemo, Sutan Sjahrir i Mohammad Hatta van ser-hi deportats pel govern colonial. Els holandesos van continuar governant l'illa fins al 1949, tot i que la importància econòmica de la nou moscada va disminuir molt amb la pèrdua del monopoli holandès després que els britànics plantessin amb èxit arbres de nou moscada en altres parts del món, especialment Penang i Grenada. Amb la independència d'Indonèsia l'illa ha passat a ser administrada com a part de la província de Maluku.
El volcà de Banda Api va entrar en erupció el 10 de maig de 1988 a partir d'una fissura orientada N-SSW, amb activitat explosiva i vessament de lava. L'alçada de la columna eruptiva es va estimar entre 3 i 5 quilòmetres el 9 de maig, però els càlculs per satèl·lit indiquen que va arribar a més de 16 quilòmetres. Al sud, al nord i al nord-oest del cim es van formar tres cràters, dels quals van sorgir colades de lava en tots els casos van arribar al mar. Els 1.800 habitants de Banda Api, així com 5.000 dels llavors 6.000 residents de Banda Neira van ser evacuats a l'illa d'Ambon, a uns 200 quilòmetres de distància. Tres persones van morir com a conseqüència de les erupcions volcàniques i la majoria dels habitants van optar per traslladar-se a Banda Neira.

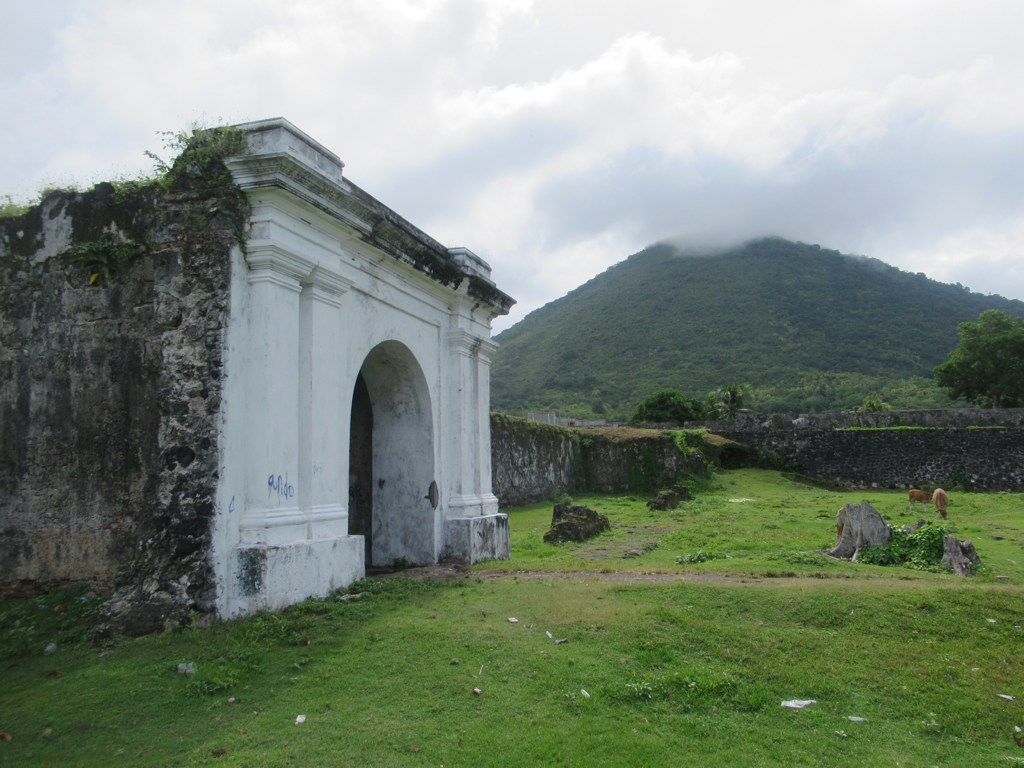
Fort Nassau
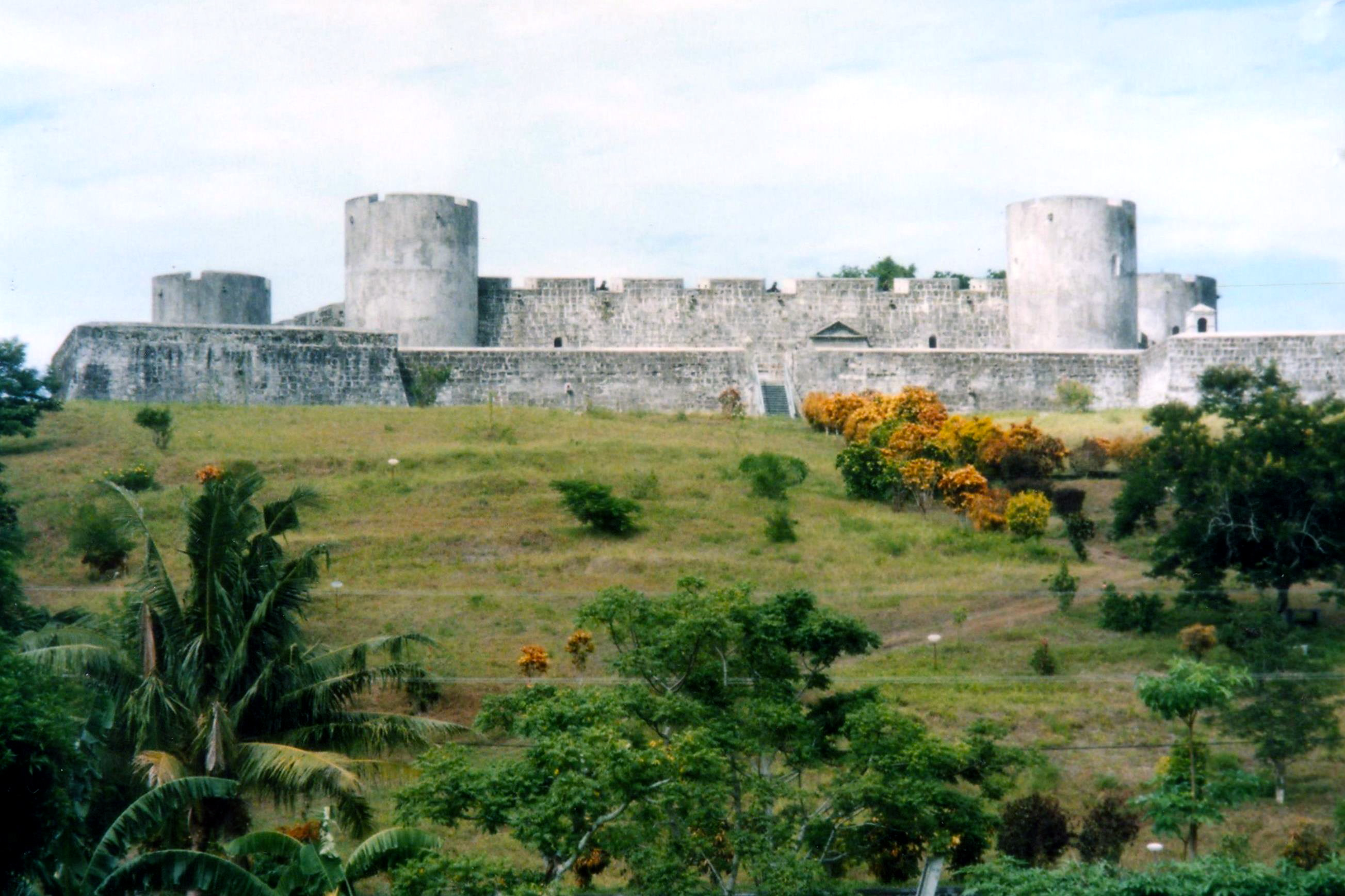
Fort Belgica
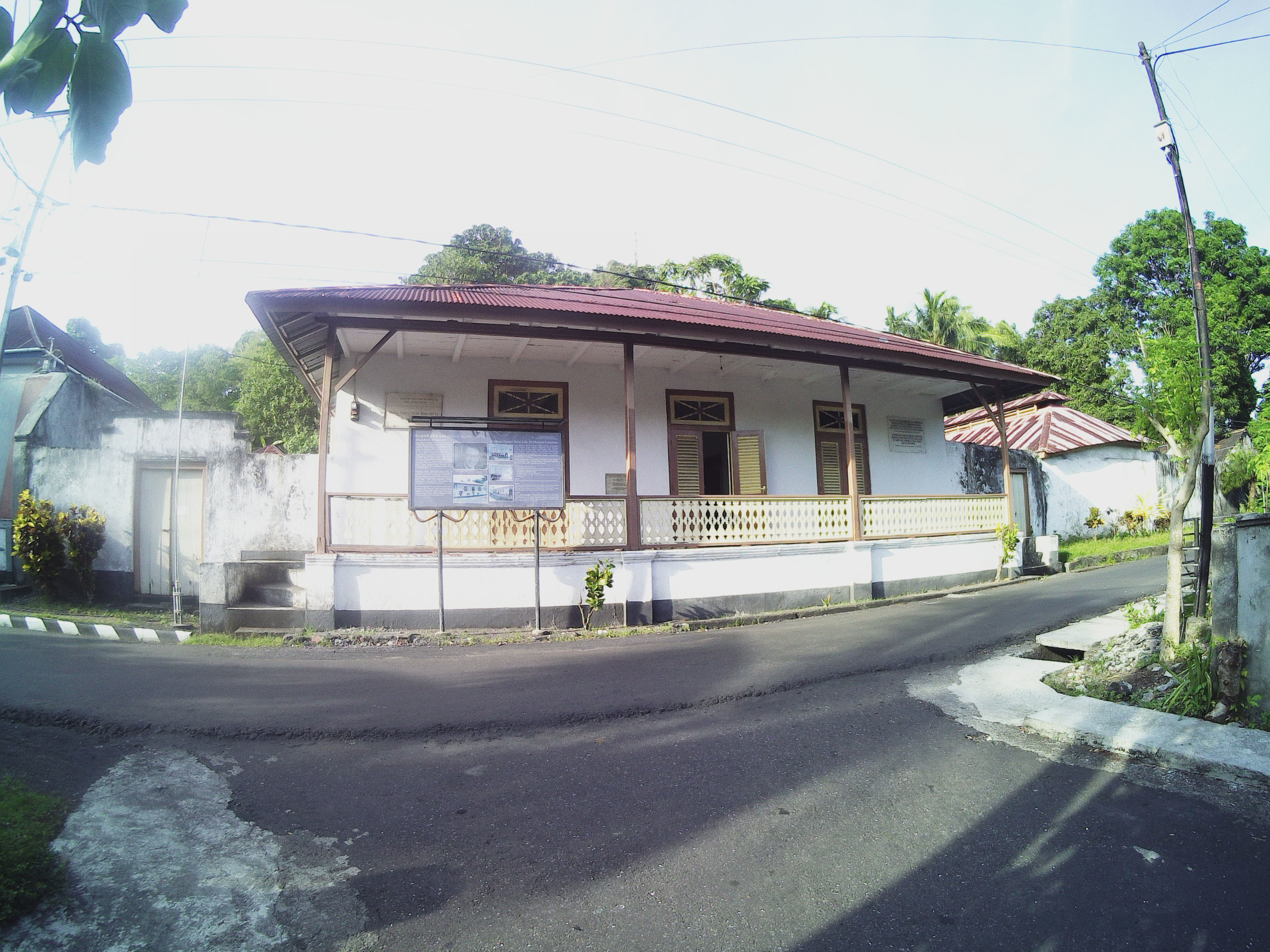
Casa de Muhammad Hatta durant l'exili